# ジェイミー・ケネディ
ジェイミー・ケネディ（Jamie Kennedy、1970年5月25日 - ）は、アメリカ合衆国ペンシルベニア州出身の俳優である。

## 来歴
19歳で映画デビュー。『スクリーム』では映画オタクの少年を演じ、途中で殺されてしまったにもかかわらず第三作目まで出演した。
2002年より2004年まで “The Jamie Kennedy Experiment” というコメディ番組を持ち、近年はリアリティ・ショーのプロデューサーも務めている。
2006年、俳優仲間であり親友でもあるスチュアート・ストーンとユニットを結成し、同年5月～7月までMTVのリアリティー番組『Blowin' Up』に二人で主演（共同脚本も担当）。本格的なラッパー・デビューを目指す二人の奮闘ぶりや、ボブ・サゲット、ジョン・ステイモス、タラ・リード、ジョージ・ルーカス、ジェイソン・ビッグズ等による豪華なゲスト出演も話題となり人気番組に。番組終了後の7月11日にJamie Kennedy & Stu Stone名義で番組と同名タイトルのアルバムをリリースした。
TVドラマ『ゴースト～天国からのささやき』の第4シーズンから第5シーズンまでレギュラー出演。主演のジェニファー・ラブ・ヒューイットと2009年3月から交際していたが、2010年3月に破局。

## 主な出演作品

### 映画
- スクリーム Scream (1996)
- ロミオ+ジュリエット Romeo + Juliet (1996)
- エッジ・オブ・イノセンス On the Edge of Innocence（1997）[TVM]
- スクリーム2 Scream2 (1997)
- 恋愛小説家 As Good as It Gets (1997)
- ミセス・ラスベガスの幸せを見つける方法 Sparkler（1997）
- エネミー・オブ・アメリカ Enemy of the State (1998)
- ヒッチャー2004 The Pass （1998）
- ビッグムービー　Bowfinger（1999）
- スリー・キングス Three Kings (1999)
- マネー・ゲーム Boiler Room（2000）
- スクリーム3 Scream 3 (2000)
- ワイルド・チェイス Bait（2000）
- MISII メン・イン・スパイダー2　The Specials（2000）
- ストレンジ・ストーリー3 "Strange Frequency" (2001)
- ジェイ&サイレント・ボブ 帝国への逆襲 Jay and Silent Bob Strike Back (2001)
- トラブル・キッズ マックス・キーブルの大逆襲 Max Keeble's Big Move （2001）
- ドクター・ドリトル2 Dr.Dolittle 2（2001）(声の出演)
- お坊ちゃまはラッパー志望　Malibu's Most Wanted  (2003)
- マスク2 Son of the Mask (2005)
- 童貞ペンギン　Farce of the Penguins（2006）(声の出演)
- Kickin' It Old Skool（2007)　[日本未公開]
- 冒険してもいいコロ!　Finding Bliss（2009)
- 恋するCafe  "Cafe"  (2010)
- おさるのジョージ2/ゆかいな大冒険!（2010）(声の出演)
- WWE Studios エッジ in ブレイク・ザ・ルール  "Bending the Rules" （2012）※DVD版は発売中止
- フィッシュ・レース2  "The Reef 2: High Tide" （2012）(声の出演)
- バトル・オブ・バミューダトライアングル  "Bermuda Tentacles"(2014)
- ハングオーバーゲーム  "The Hungover Games"  (2014)
- トレマーズ ブラッドライン  "Tremors 5: Bloodlines"  (2015)
- ザ・サンド　"The Sand"  (2015)  [OV]
- サバイビング・コンプトン ~ミシェレイの闘い~ (2016)
- トレマーズ コールドヘル　"Tremors: A Cold Day in Hell"（2018）
- ミッシング・レポート　"Spinning Man"（2018）
- ヘルウィン "Trick"（2019）
- スクリーム Scream (2022) (声の出演、クレジットなし)

### テレビ番組
- The Jamie Kennedy Experiment (2001-2004)
- Jamie Kenendy's Blowin' Up (2006)

### テレビドラマ
- カリフォルニア・ドリーム (1994) ※二回ゲスト出演 (#3.11[as Hiccup Guy]、#3.15[as Sea Kelp])
- クロニクル 倒錯科学研究所 （Perversions of Science、1997)　※Spaceman #1 (#1.7)
- ナイトビジョン　（Night Visions、2001）※マーク・スティーブンス役 (#1.23）
- クリミナル・マインド FBI行動分析課　（Criminal Minds  2007、2017）※ロイド・フェイリン・フェレル役（#3.8、#13.5）
- REAPER デビルバスター　(Reaper、2008）　※ライアン・ミルナー役（#1.11）
- ゴースト 〜天国からのささやき 　※イーライ・ジェームス(Eli James)
- CSI:科学捜査班　(CSI:Crime Scene Investigation、2014) ※エド・カペーナ役 (#14.17)
- LUCIFER/ルシファー(Lucifer、2017) ※アンディ・クラインバーグ役

## 参照
1. ↑  Jamie Kennedy Madly in Love With Jennifer Love Hewitt Ryan Seacrest Official Website, March 13, 2009